# Douglas Hofstadter
Douglas Richard Hofstadter (* 15. února 1945 New York) je americký vědec, který se zabývá interdisciplinárními tématy jako vědomí, překlad či tvořivost a srovnáváním lidského rozumu a umělé inteligence. Je znám především pro svou knihu Gödel, Escher, Bach, za kterou v roce 1980 získal Pulitzerovu cenu.